# Элемент объёма
Элеме́нт объёма (англ. volume element) — термин математического анализа и дифференциальной геометрии, означающий малый или бесконечно малый объём пространства, содержащий заданную точку. Обозначается {\displaystyle \Delta V} или {\displaystyle dV} (в теорфизике, вместо {\displaystyle dV}, иногда пишут {\displaystyle d^{3}{\vec {r}}}, {\displaystyle d^{3}r} и {\displaystyle d^{3}x}), размерность: м3. Возникает при мысленном разбиении рассматриваемой трёхмерной области, скажем, объёмного тела, на большое или бесконечно большое число фрагментов, особенно при решении физических задач. 
Математическая запись элемента объёма зависит от применяемой системы координат, выбор которой обычно осуществляется с учётом формы области (тела). Допустим, при выборе прямоугольной декартовой системы
{\displaystyle \Delta V=\Delta x\,\Delta y\,\Delta z,\quad dV=dx\,dy\,dz},
где {\displaystyle \Delta x}, {\displaystyle \Delta y}, {\displaystyle \Delta z} ({\displaystyle dx}, {\displaystyle dy}, {\displaystyle dz}) — малые (бесконечно малые) изменения координат вдоль соответствующих осей.
В цилиндирической (cyl) и сферической (sph) системах координат вид {\displaystyle dV} другой:
{\displaystyle dV=\rho \,d\rho \,d\varphi \,dz\,({\mbox{cyl}}),\quad dV=\rho ^{2}d\rho \,\sin \theta \,d\theta \,d\varphi \,({\mbox{sph}})}.
Элемент объёма используется при вычислении кратных (объёмных) интегралов от скалярной ({\displaystyle f(x,\,y,\,z)}) или векторной ({\displaystyle {\vec {F}}(x,\,y,\,z)=F_{x}{\vec {e}}_{x}+F_{y}{\vec {e}}_{y}+F_{z}{\vec {e}}_{z}}; {\displaystyle {\vec {e}}_{x}}, {\displaystyle {\vec {e}}_{y}}, {\displaystyle {\vec {e}}_{z}} – орты осей) функции по всей области, например
{\displaystyle \int f(x,\,y,\,z)\,dV};
подобные интегралы при численном интегрировании на практике превращаются в суммы по элементам объёма:
{\displaystyle \int f(x,\,y,\,z)\,dV\approx \sum \limits _{i}f(x_{i},\,y_{i},\,z_{i})\,\Delta V_{i}},
где индекс {\displaystyle i} нумерует отдельные элементы, на которые разбита исследуемая область.
Иногда термин «элемент объёма» обобщают, относя его не только к трёхмерным областям, но и к объектам иной размерности (объявляя элемент площади «двумерным элементом объёма», вводя термин «{\displaystyle n}-мерный элемент объёма» и т.д.).
В логике термин «элемент объема» несёт совсем иной смысл: он используется в сочетании со словом «понятие» и обозначает отдельный предмет, обладающий всеми признаками, включёнными в содержание понятия.